# Longos
Longos, antigamente denominado Santa Cristina de Longos é uma localidade portuguesa sede da Freguesia de Longos do Município de Guimarães, freguesia com 7,24 km² de área e 1 339 habitantes (censo de 2021), tendo, por isso, uma densidade populacional de 184,9 hab./km².

## Demografia
A população registada nos censos foi:
| Ano  | 0-14 Anos | 15-24 Anos | 25-64 Anos | > 65 Anos |
| 2001 | 420       | 311        | 791        | 166       |
| 2011 | 231       | 202        | 754        | 185       |
| 2021 | 187       | 162        | 757        | 233       |

## Figuras históricas
- Mem Pires de Longos foi um nobre do Condado Portucalense e senhor da freguesia de Santa Cristina de Longos.